# جامعة القادسية
جامعة القادسية هي إحدى الجامعات العراقية. تقع في مدينة الديوانية مركز محافظة القادسية إحدى محافظات الفرات الأوسط في العراق. اسست في العام 1987.
أسست جامعة القادسية بكليتين هما كلية التربية وكلية الإدارة والاقتصاد وفي العام الدراسي الثاني أُفتتحت كلية الآداب. وسرعان ما أُفتتحت كليات أخرى في مركز محافظة القادسية وكذلك مركز محافظتي واسط والمثنى ومن كلياتها هذه ماأصبح نواة جامعة مستقلة هي جامعة واسط. ولاحقا جامعة أخرى في السماوة باسم جامعة المثنى.
وعلى مدى سنوات عمرها ازدادت كلياتها وتمت أقسامها وتطورت مختبراتها وتضم كلياتها اليوم التربية، الإدارة والاقتصاد، الآداب، الطب البيطري،الطب، التربية الرياضية، العلوم، علوم الحاسوب والرياضيات، الزراعة، القانون، الهندسة، التربية بنات، الصيدلة، التمريض.
وفيما يتعلق بالدراسات العليا فأنها قد بدأت في جامعة القادسية منذ العام 1993 من خلال كلية التربية لنيل شهادة الماجستير ثم توسعت لتشمل كليات الإدارة والاقتصاد والآداب والتربية الرياضية والطب البيطري أما الدراسات العليا للحصول على شهادة الدكتوراه فقد افتتحت في العام الدراسي 1998-1999 في أقسام علوم الحياة والتاريخ في كليات التربية وشملت كليات الإدارة والاقتصاد والآداب بأقسامها الاقتصاد واللغة العربية والجغرافية وعلم الاجتماع وهي مستمرة في جهودها لترتقي بخططها المستقبلية بما يليق بها صرحا علميا ثقافيا واجتماعيا ينير ظلام الجهل ويحاصر هوامش التخلف ويقضي عليها بما يعكس حضارة العراق وتاريخه المشرق ومستقبله الزاهر ولايفوتنا هنا إن نذكر إن جامعة القادسية أخذت على عاتقها أيضا توسيع القاعدة الثقافية والإعلامية لها من خلال تشييد المركز الثقافي والاجتماعي في لجامعة واعتمادها ذوي لخبرة والاختصاص في المجالات الإعلامية من المتمرسين في العمل الصحفي والإعلامي لتنفيذ خططها المتنوعة والتي منها إصدار جريدتنا أفكار جامعية وتنفيذ عدد من المهرجانات والمؤتمرات التي شهدت حضورا وإقبالا واسعا.
الجامعة عضو في اتحاد جامعات العالم العربي واتحاد جامعات العالم الإسلامي.
تتوزع بنايات الجامعة على عدة مواقع ففي موقعها الرئيسي في شمال الديوانية بجوار حي الزوراء، تقع كليات التربية، العلوم، الآداب، الطب البيطري، علوم الحاسوب والرياضيات، التربية بنات، التربية الرياضية، أما كلية الطب والتمريض فتقعان خلف مستشفى الديوانية العام وكلية الهندسة تقع بالقرب من المجمع الرئيسي للجامعة.
تخرج في الجامعة العديد من الطلبة العرب خاصة من الأردن وفلسطين واليمن، واعداد من المغرب العربي مثل تونس تحديدا.

## كليات الجامعة
- كلية الطب
- كلية الهندسة
- كلية علوم الحاسوب وتكنولوجيا المعلومات
- كلية العلوم
- كلية الطب البيطري
- كلية التربية بنات
- كلية الزراعة
- كلية القانون
- كلية التربية
- كلية الاداب
- كلية الإدارة والاقتصاد
- كلية التربية الرياضية
- كلية الصيدلة
- كلية التمريض
- كلية طب الأسنان جامعة القادسية
- كلية الفنون الجميلة
- كلية الآثار

## وصلات خارجية
- الموقع الرسمي لجامعة القادسية نسخة محفوظة 31 مارس 2014 على موقع واي باك مشين.[1]

1. ↑  "ا.د.فردوس عباس جابر". مؤرشف من الأصل في 2018-10-21. اطلع عليه بتاريخ 2018-05-06.